# Telefonul negru
Telefonul negru (în engleză The Black Phone) este un film de groază supranatural regizat de Scott Derrickson după un scenariu de Scott Derrickson. În rolurile principale au interpretat actorii Ethan Hawke, Jeremy Davies, Madeleine McGraw și Mason Thames.
A fost produs de studiourile Blumhouse Productions[*] și a avut premiera la 25 septembrie 2021, fiind distribuit de Universal Studios. Coloana sonoră a fost compusă de Mark Korven[*]. 
Cheltuielile de producție s-au ridicat la 18.000.000 de dolari americani și a avut încasări de 155.928.295 de dolari americani.

## Rezumat
În 1978, un răpitor și ucigaș de copii în serie poreclit „The Grabber” (Înhățătorul) se plimbă pe străzile unei suburbii din Denver. Frații Finney și Gwen Blake locuiesc în zonă cu tatăl lor văduv, abuziv și alcoolic. La școală, Finney este adesea hărțuit și bătut. Are o prietenie cu un coleg de clasă pe care îl ajută la teme, Robin, care îi respinge pe bătăuși. Un băiat pe care Finney l-a cunoscut la baseball, Bruce, un american japonez, este răpit de Grabber. Sora sa, Gwen, care are vise psihice la fel ca răposata lor mamă, visează răpirea lui Bruce. Detectivii Wright și Miller o intervievează pe Gwen la școală, crezând că știe mai multe decât spune. Ea refuză să ajute, dar este încă pedepsită de tatăl ei pentru că a vorbit cu detectivii care l-au căutat și pe acesta la lucru. La scurt timp după aceea, Grabber îl răpește pe Robin.
Câteva zile mai târziu, Grabber îl răpește pe Finney. Se trezește într-un subsol izolat fonic. Pe perete este un telefon fix negru deconectat. Mai târziu, Finney aude telefonul cum sună și răspunde. Fantoma lui Bruce îi spune lui Finney despre o gresie pe care o poate îndepărta pentru a săpa un tunel pentru a scăpa.
Căutarea lui Finney de către poliție nu are succes. Grabber îi aduce lui Finney mâncare și lasă ușa descuiată. Finney este tentat să se strecoare afară. Billy, un alt băiat dispărut, sună la telefon și explică că acesta este un joc al lui Grabber. El așteaptă afară cu o curea din piele ca să-l pedepsească pe Finney dacă părăsește subsolul. Billy îi spune să folosească un cordon pentru a ieși prin fereastra de la subsol. Încercările lui distrug grătarul ferestrei, dar nu poate să treacă prin fereastră. Gwen visează cum Billy este răpit și mărturisește visul tatălui ei.
Wright și Miller vorbesc cu un bărbat excentric pe nume Max, care locuiește în zonă cu fratele său. Se dezvăluie că Finney se află în subsolul necunoscutului Max, iar Grabber este fratele lui. Finney vorbește la telefon cu o altă victimă, Griffin. Griffin îi dă lui Finney combinația de la lacăt și îl informează că Grabber doarme la etaj. Finney se furișează la etaj și descuie ușa, dar câinele lui Grabber îl trezește și-l avertizează despre evadare. Finney este repede prins din nou.
Finney aude de o altă victimă, un delincvent numit Vance, de care Finney se temea. Urmând instrucțiunile lui Vance, Finney face o gaură în perete și intră în spatele congelatorului din camera de depozitare adiacentă, dar ușa congelatorului este închisă etanș. Telefonul sună încă o dată. Robin îl încurajează pe Finney ca să se ridice și să lupte pentru el însuși. El îl învață pe Finney să lovească și să folosească receptorul telefonului ca armă.
Gwen are o viziune cu casa lui Grabber. Ea ia legătura cu Wright și Miller. Max își dă seama că Finney este ținut în casă și se grăbește la subsol să-l elibereze, dar fratele său apare și-l omoară cu un topor. Poliția se grăbește spre casa pe care a găsit-o Gwen. La subsol, ei găsesc cadavrele îngropate ale victimelor. Decizând că este timpul să încheie jocul cu Finney, Grabber îl atacă cu toporul. Folosind obiecte secundare din încercările sale eșuate de evadare, Finney îl imobilizează pe Grabber. În timp ce fantomele băieților răpiți îl batjocoresc pe Grabber la telefon, Finney îl strânge de gât cu cablul telefonului.
Finney distrage atenția câinelui cu carne din congelator. Apoi  iese din casă, care se dovedește a fi vizavi de casa cu cadavrele îngropate. Se întâlnește cu Gwen. Tatăl lor sosește și le cere cu lacrimi în ochi iertare pentru tratamentul anterior. Înapoi la școală, un Finney încrezător stă lângă iubita sa în clasă și-i spune că-l poate numi Finn.

## Distribuție

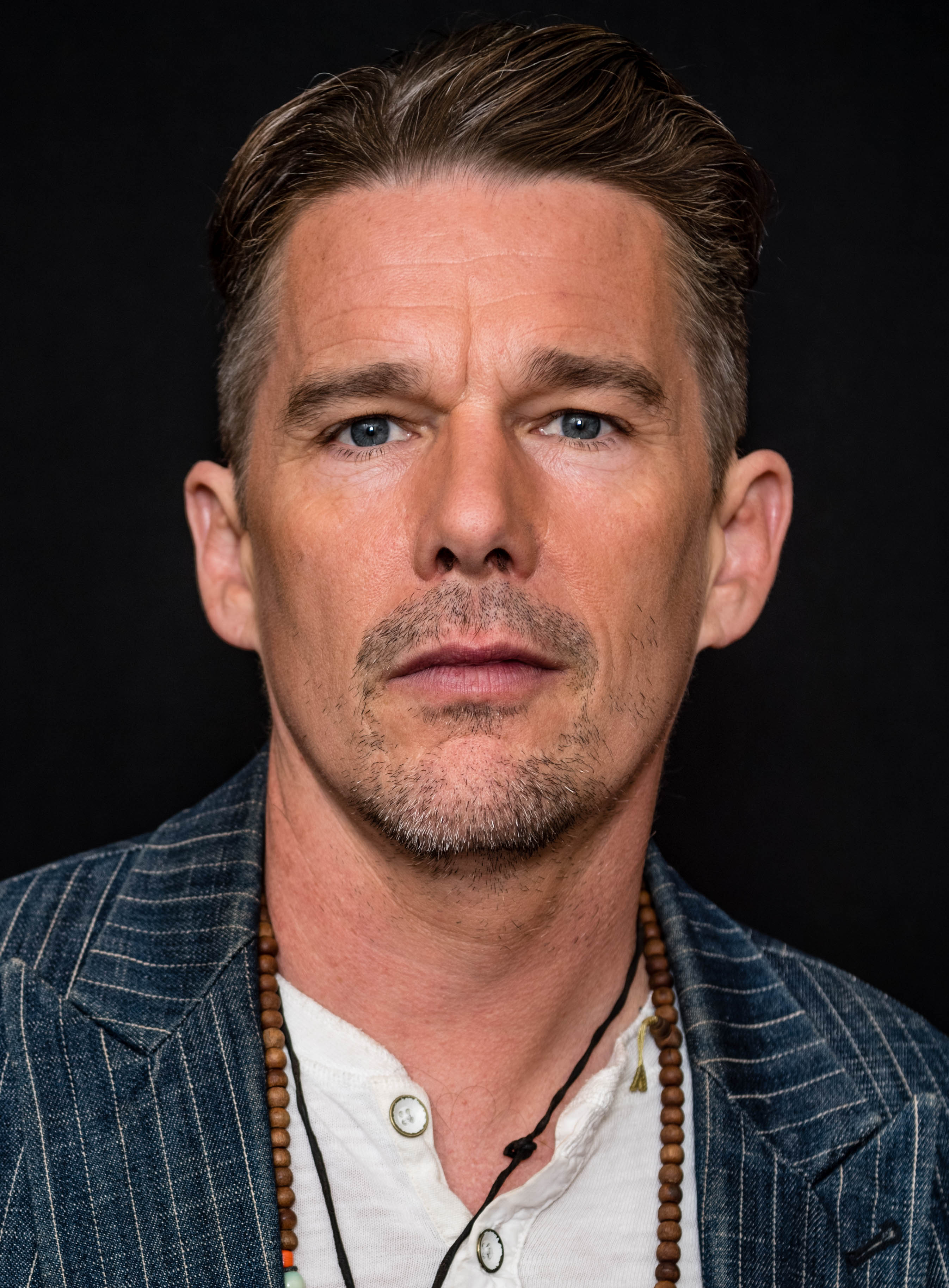
Ethan Hawke joacă în „The Black Phone” în rolul lui Grabber.

- Mason Thames - Finney Blake, un tânăr adolescent capturat de Grabber
- Madeleine McGraw - Gwen, sora lui Finney care experimentează vise psihice
- Ethan Hawke - [The] Grabber, un răpitor de copii psihotic și ucigaș în serie
- Jeremy Davies - Terrence, tatăl văduv alcoolic și abuziv al lui Finney și Gwen
- E. Roger Mitchell - Detectivul Wright
- Troy Rudeseal - Detectivul Miller
- James Ransone - Max, fratele excentric al lui Grabber
- Miguel Cazarez Mora - Robin, prietenul lui Finney care devine o victimă a lui Grabber